# Stormyrtjärnen (Skellefteå socken, Västerbotten)
Stormyrtjärnen är en sjö i Skellefteå kommun i Västerbotten och ingår i Bureälvens huvudavrinningsområde.